# Горькие яблоки
«Горькие яблоки» (англ. Bitter Apples) — немая чёрно-белая драма 1927 года. Фильм полностью утрачен.

## Сюжет
После смерти отца Джон Винкот получает в наследство его бизнес. Узнав о плачевном состоянии дел, он поручает своему поверенному продать бизнес, и это становится причиной финансового краха одного из клиентов его отца, сицилийца Джозефа Бланко. От отчаяния Бланко накладывает на себя руки. Его дочь Белинда и сын Стефани клянутся отомстить Винкоту за смерть отца.
Белинда под вымышленным именем знакомится с Винкотом, завоевывает его сердце и выходит за него замуж. Молодожёны отправляются в путешествие на океанском лайнере. Там Белинда открывает Джону своё истинное имя и обвиняет его в гибели отца. Затем судно, напоровшись на рифы, терпит крушение. Джон спасает Белинду, после чего следует примирение молодоженов.

## В ролях
- Монти Блю — Джон Винкот
- Мирна Лой — Белинда Уайт
- Пол Эллис — Стефани Бланко